# Lokomotiva 124
Lokomotiva řady 124 je elektrická lokomotiva na stejnosměrný proud používaná zejména při testech na zkušebním okruhu u Velimi. Vyrobila ji plzeňská firma Škoda v roce 1971 (typ Škoda 57Er) v jediném prototypu. Patří k československým lokomotivám tzv. I. generace.

## Vývoj
Počátkem 70. let byla ve Škodě připravována série lokomotiv řady 350 pro ČSD a z ní odvozené stroje pro sovětské železnice SŽD, na kterých měly být použity zcela nové technologie a konstrukční celky. Jednalo se především o podvozky nové generace pro rychlost až 200 km/h. Aby mohla být tato řešení v praxi vyzkoušena, bylo rozhodnuto o úpravě jedné lokomotivy z právě vyráběné série řady 123 pro testovací účely. Lokomotiva dnešní řady 124 byla vyrobena jako poslední kus série řady 123 a byla označena dle tehdejšího systému značení jako E 469.3030, později krátce E 499.2001I a od roku 1988 dle systému UIC 124.601-6. Od běžných strojů řady 123 se odlišovala především právě podvozky nového typu a také výkonnějšími trakčními motory, umožňujícími dosažení vysokých rychlostí.

## Konstrukce
Lokomotiva se z větší části shoduje s řadou 123. Hlavními rozdíly jsou nový typ podvozků, motory s vyšším výkonem, jiný převodový poměr kvůli vyšší rychlosti a odlišný brzdný systém. Po stránce vzhledu je lokomotiva identifikovatelná kromě odlišného nátěru též bezpečnostními mřížemi v čelních oknech.

## Využití a rekordy
Po vyrobení byla lokomotiva předána na cerhenický okruh ke zkouškám. Dne 5. 9. 1972 dosáhla rychlosti 219 km/h, čímž dosáhla československého (a později českého) rychlostního rekordu, který překonala až v roce 2004 jednotka Pendolino. Později byla převezena k dalšímu testování na polygon poblíž Majkopu v SSSR, který umožňoval jízdy ještě vyšší rychlostí. Při rychlostním testu tu v létě 1973 zaznamenala rychlost 224 km/h, což byl až do roku 2010 rychlostní rekord lokomotiv Škoda[zdroj⁠?!] (o překonání se postaraly až nově vyrobené stroje řady 380). Od roku 1990 je díky změněné legislativě rychlost lokomotivy administrativně omezena na 160 km/h. Po provedení hlavní opravy je stroj nadále v provozu na ŽZO, kde je využíván k nejrůznějším účelům. Vlastníkem lokomotivy je firma Výzkumný Ústav Železniční (VUZ).